# 松屋町筋線
松屋町筋線（まつやまちすじせん）とは、大阪市内を南北に縦断する松屋町筋を通る路線として計画されている鉄道路線。
この松屋町筋線の事業主体は未定であり、大阪市営地下鉄（現：大阪市高速電気軌道）の未成線でない。
1927年（昭和2年）の大阪市の地下鉄建設計画では2号線（現在のOsaka Metro谷町線）の南森町 - 天王寺間は松屋町筋のルートで計画されていたが、1958年（昭和23年）に谷町筋に変更された。その後以下のような松屋町筋を通る鉄道が構想されている。

## 構想
1971年（昭和46年）12月8日の「都市交通審議会答申13号」
- 区間：岸和田駅 - 新大阪駅間
  - 経路：南海本線 岸和田駅 - 国鉄阪和線 鳳駅 - 松屋町筋 - 国鉄東海道本線・東海道新幹線・山陽新幹線新大阪駅
  - 答申内容：1985年（昭和60年）を目標に新設すべき路線
- 区間：新大阪駅 – 大阪府吹田市方面間
  - 経路：国鉄東海道本線・東海道新幹線・山陽新幹線新大阪駅 - 大阪府吹田市方面
  - 答申内容：大阪府北東部地域の開発状況に応じて検討すべき路線

1982年（昭和57年）2月の大阪府・大阪市合同の鉄道網整備調査委員会「21世紀を目指した大阪を中心とする鉄道網整備構想」
- 区間：岸辺駅 - 天王寺駅間 
  - 経路：国鉄東海道本線 岸辺駅 - 大阪府大阪市東淀川区井高野 - 国鉄東海道本線・大阪環状線 大阪駅 - 松屋町筋 - 国鉄関西本線・阪和線・大阪環状線 天王寺駅
  - 距離：17km

2004年（平成16年）10月8日の「近畿地方交通審議会答申第8号」
- 区間：天王寺駅 - 東淀川区方面間
  - 経路：西日本旅客鉄道大和路線（関西本線）・阪和線・大阪環状線 天王寺駅 - 松屋町筋 - 大阪市都島区 - 大阪市東淀川区方面
  - 距離：12.1km
  - 備考：検討対象となったものの、答申には盛り込まれず。